# 고동진 (1961년)
고동진(高東眞, 1961년 3월 26일~)은 대한민국의 기업인 출신 정치인이다. 대한민국 제22대 국회의원이다.
1984년에 삼성전자에 입사했다. 2015년 12월 1일, 삼성전자의 사장으로 승진하면서 휴대폰사업을 총괄하게 되었다. 2016년 8월, 미국에서 삼성 갤럭시 S7을 직접 공개했다. 하지만 삼성 갤럭시 S7이 발화 사건이 지속적으로 나타남에 따라 갤럭시 노트 S7에 대해서 전량 리콜을 할 것을 발표하였다.
이후 사장직에 유임되었으며 빅스비를 탑재한 삼성 갤럭시 S8을 선보였다. 2019년 2월에는 일명 접히는 스마트폰으로 불리는 삼성 갤럭시 폴드를 공개했다. 2020년 1월, 삼성전자의 IM부문 사장으로 부임했다. 2022년 삼성전자 정기인사에서 대표이사직에서 물러났다.
2024년 1월 22일, 국민의힘에 인재영입되면서 정계에 입문했다. 제22대 국회의원 선거를 앞두고 강남구 병 선거구에 전략공천되었으며 본 선거에서 66.28%의 득표율을 기록하면서 당선되었다.

## 학력
- 경성고등학교 졸업
- 성균관대학교 공과대학 산업공학 학사
- 서식스 대학교 대학원 기술정책학 석사

## 경력
- 1984. 1.~1988.10. 삼성전자 개발관리과
- 1988. 11.~1990. 6. 삼성전자 통신연구소 연구운영팀
- 1990. 7.~1991. 4. 삼성전자 종합기획실 기획담당
- 1991. 5.~1993. 1. 삼성전자 학술연수(영국 서섹스 대학교)
- 1993. 2.~1994.12. 삼성전자 인사팀
- 1995. 1.~2000. 2. 삼성비서실 인력팀
- 2000. 3.~2006. 4. 삼성전자 정보통신총괄 유럽연구소장 겸 상무
- 2006. 4.~2007. 8. 삼성전자 무선사업부 해외상품기획그룹장
- 2007. 9.~2011.12. 삼성전자 무선사업부 개발실 개발관리팀장 겸 전무
- ~2011. 12. 삼성전자 무선사업부 개발실 개발관리팀장 겸 부사장
- 2011. 12.~2014. 12. 삼성전자 무선사업부 개발실 기술전략팀장 겸 부사장
- 2014. 12.~2015. 11. 삼성전자 무선사업부 개발실장 겸 부사장
- 2015. 12.~2020. 1. 삼성전자 IM부문 무선사업부장, 사장
- 2017. 10. 삼성전자 IM부문장, 사장
- 2018. 3.~2022. 2. 삼성전자 대표이사
- 삼성전자 고문
- 학교법인 성균관대학교 이사
- 2024. 3. 제22대 국회의원 선거 국민의힘 중앙선거대책위원회 선거대책부위원장
- 2024. 4. 10. 대한민국 제22대 국회의원 선거 당선(서울 강남구 병, 국민의힘, 초선)[1][2]
- 2024. 5.~ 제22대 국회의원(서울 강남구 병, 국민의힘, 초선)
  - 2024. 6.~2025. 5. 제22대 국회 전반기 산업통상자원중소벤처기업위원회 위원
    - 제22대 국회 전반기 산업통상자원중소벤처기업위원회 산업통상자원특허소위원회 위원
    - 제22대 국회 전반기 산업통상자원중소벤처기업위원회 청원심사소위원회 위원

  - 지속 가능 성장을 위한 구조개혁 실천 포럼 대표의원
  - 2040 순풍(順風) 포럼 구성의원
  - 2025. 5.~ 제22대 국회 전반기 행정안전위윈회 위원
- 2024. 5.~ 국민의힘 서울특별시당 강남구 병 당원협의회 위원장
- 2024. 6.~2024. 7. 국민의힘 정책위원회 산하 시급한 민생 현안 해결을 위한 AI·반도체특별위원회 위원장
- 2024. 8.~2025. 6. 국민의힘 포털 불공정 개혁 TF 위원
- 2024. 8.~2024. 12. 국민의힘 인재영입위원장
- 2024. 8.~2024. 12. 국민의힘 수도권비전특별위원회 위원
- 2024. 11.~2025. 6. 국민의힘 정책위원회 산하 AI 세계 3대 강국 도약 특별위원회 위원 겸 인프라 분야 소위원장
- 2025. 1.~2025. 6. 국민의힘 경제활력민생특별위원회 위원
- 2025. 4.~2025. 5.: 국민의힘 한동훈 제21대 대통령 선거 경선후보 국민먼저 캠프 미래성장위원장

## 역대 선거 결과
| 실시년도 | 선거   | 대수 | 직책     | 선거구         | 정당     | 득표수   | 득표율          | 순위 | 당락 | 비고 |
| -------- | ------ | ---- | -------- | -------------- | -------- | -------- | --------------- | ---- | ---- | ---- |
| 2024년   | 총선   | 22대 | 국회의원 | 서울 강남구 병 | 국민의힘 | 66,597표 | \| \| 66.28% \| | 1위  |      | 초선 |
|          | 66.28% |      |          |                |          |          |                 |      |      |      |

## 소속 정당
| 소속 정당 | 소속 정당 | 소속 기간 | 비고      |
| --------- | --------- | --------- | --------- |
|           | 국민의힘  | 2024~현재 | 정계 입문 |

## 같이 보기
- 강남구 병
- 서울 강남구의 국회의원